# Campeonato Argentino de Mayores 2012
El Campeonato Argentino de Mayores de 2012 (por motivo de patrocinio Argentino 2012 Copa Personal) fue la sexagésimo-octava edición del torneo de uniones regionales organizado por la Unión Argentina de Rugby. El torneo se llevó a cabo entre el 3 de marzo y el 28 de abril de 2012. El Campeonato Cross Border de 2012 funcionó como la fase previa de este torneo.
La Unión Argentina de Rugby decidió durante esta temporada organizar el Cross Border 2012 como torneo clasificatorio para ubicar a los ocho equipos provenientes de la Zona Campeonato de la temporada anterior en un nuevo formato con seis equipos en la Zona Campeonato y los restantes en la Zona Ascenso. El clasificatorio, que contaba con la participación de Chile y Uruguay, tendría sus propios campeones, pero los resultados entre los equipos clasificados se arrastrarían a la tabla de la Zona Campeonato, garantizando que todos los equipos clasificados se enfrentasen entre sí durante la temporada, vinculando y dando continuidad a ambos torneos.
La Unión Cordobesa de Rugby consiguió su séptimo campeonato y el segundo de forma consecutiva tras vencer en la final por 29-15 a la Unión de Rugby de Rosario en las instalaciones del Jockey Club de Rosario. El cordobés Ramiro Pez marcó 19 puntos en la final para los Dogos, producto de cinco penales y dos conversiones, y fue elegido como el mejor jugador de la final.
Durante esta edición se disputó también en conjunto con el torneo el Campeonato Argentino M21. Los equipos juveniles acompañaron a sus respectivos seleccionados mayores durante el desarrollo de la Zona Campeonato y la Definición del Campeonato de Ascenso, disputando encuentros de carácter preliminar en cada uno de los partidos de este torneo.

## Formato de competencia
Para ambas zonas se dispuso que en fases de grupo se otorguen 2 puntos en caso de victoria, 1 por empate y 0 por derrota, además, no se otorgan puntos bonus.
Clasificatorio
Los ocho equipos clasificados a la Zona Campeonato en la temporada anterior debieron competir en el Campeonato Cross Border 2012 para clasificar a la Zona Campeonato de esta temporada. Los ocho equipos fueron divididos en dos zonas junto a las selecciones de Chile y Uruguay y se resolvieron  a través del sistema de todos contra todos para definir al campeón de cada zona. 
Las tres uniones provinciales mejor clasificadas de cada zona clasificaron a la Zona Campeonato, mientras que la unión provincial peor clasificada de cada zona clasificaron al cuadrangular final de la Zona Ascenso ("Definición del Campeonato de Ascenso").
Zona Campeonato
Las seis uniones clasificadas a la Zona Campeonato fueron agrupadas dentro de un único grupo, donde arrastraron los resultados del clasificatorio Cross Border obtenidos contra los contrincantes que se hayan enfrentado; lo cual genera que solamente debieran disputar tres partidos cada uno.
Una vez finalizados los partidos, se confecciona una tabla general, donde los dos primeros disputan una final para definir al campeón en cancha del mejor ubicado.
Zona Ascenso
Los ocho participantes provenientes de la Zona Ascenso de la temporada anterior fueron divididos en dos zonas de cuatro equipos que se resolvieron con el sistema de todos contra todos a una sola ronda y alternando encuentros de local y visitante. Finalizada esta etapa, los dos mejores de cada grupo avanzaron a duelos semifinales de eliminación directa, donde el primero de una zona se enfrentó al segundo de la otra. Los dos peores equipos de cada zona disputan un partido entre sí para determinar cuál desciende a la Zona Desarrollo para la temporada siguiente.
Los dos ganadores de las semifinales clasificaron a la Definición del Campeonato de Ascenso, un cuadrangular final junto con dos equipos provenientes del clasificatorio Cross Border. Esta etapa se resolvió con el sistema de todos contra todos a una sola ronda y alternando encuentros de local y visitante. Los dos mejores ubicados del cuadrangular clasifican al Campeonato Cross Border clasificatorio de 2013, mientras que los dos restantes continúan en la Zona Ascenso de la temporada siguiente.
Zona Desarrollo (Súper 9)
La Zona Desarrollo "Súper 9" estuvo compuesta por diez equipos. Esta zona se rigió por su propio formato de competición y de partidos, además de disputarse bajo una sede única y en conjunto la Zona Desarrollo "Súper 9" del Campeonato Argentino Juvenil. Los diez equipos fueron divididos en dos zonas de cinco equipos cada una que se resolvieron a través del sistema de todos contra todos a una sola ronda. Los ganadores de cada zona se enfrentaron en una final, con el ganador ascendiendo de forma directa a la Zona Ascenso 2013.

## Clasificatorio "Cross-Border"
El Campeonato Cross Border de 2012 se disputó entre el 3 y el 31 de marzo y tuvo como ganadores a los seleccionados de la Unión Cordobesa de Rugby y la Unión de Rugby de Buenos Aires.
| Pos. | Equipos  | Partidos | Partidos | Partidos | Tantos | Tantos | Tantos | Pts. |
| Pos. | Equipos  | G        | E        | P        | PF     | PC     | DP     | Pts. |
| ---- | -------- | -------- | -------- | -------- | ------ | ------ | ------ | ---- |
| 1.°  | Córdoba  | 4        | 0        | 0        | 109    | 38     | +71    | 8    |
| 2.°  | Tucumán  | 3        | 0        | 1        | 133    | 71     | +62    | 6    |
| 3.°  | Salta    | 2        | 0        | 2        | 65     | 58     | +7     | 4    |
| 4.°  | Chile    | 1        | 0        | 3        | 54     | 115    | -61    | 2    |
| 5.°  | San Juan | 0        | 0        | 4        | 47     | 126    | -79    | 0    |

| Pos. | Equipos       | Partidos | Partidos | Partidos | Tantos | Tantos | Tantos | Pts. |
| Pos. | Equipos       | G        | E        | P        | PF     | PC     | DP     | Pts. |
| ---- | ------------- | -------- | -------- | -------- | ------ | ------ | ------ | ---- |
| 1.°  | Buenos Aires  | 3        | 0        | 1        | 125    | 43     | +82    | 6    |
| 2.°  | Rosario       | 3        | 0        | 1        | 124    | 81     | +43    | 6    |
| 3.°  | Cuyo          | 2        | 0        | 2        | 82     | 128    | -46    | 4    |
| 4.°  | Uruguay       | 1        | 0        | 3        | 69     | 83     | -14    | 2    |
| 5.°  | Mar del Plata | 1        | 0        | 3        | 53     | 118    | -65    | 2    |

|  | Campeón y clasifica a la Zona Campeonato            |
|  | Clasifica a la Zona Campeonato                      |
|  | Clasifica a la Definición del Campeonato de Ascenso |

## Equipos participantes
Disputaron esta edición veintiséis seleccionados: seis en la Zona Campeonato, diez en la Zona Ascenso y diez en la Zona Desarrollo (Súper 9).
| División                             | Equipo              | Unión                                                |
| ------------------------------------ | ------------------- | ---------------------------------------------------- |
| Zona Campeonato 6 equipos            | Buenos Aires        | Unión de Rugby de Buenos Aires                       |
| Zona Campeonato 6 equipos            | Córdoba             | Unión Cordobesa de Rugby                             |
| Zona Campeonato 6 equipos            | Cuyo                | Unión de Rugby de Cuyo                               |
| Zona Campeonato 6 equipos            | Rosario             | Unión de Rugby de Rosario                            |
| Zona Campeonato 6 equipos            | Salta               | Unión de Rugby de Salta                              |
| Zona Campeonato 6 equipos            | Tucumán             | Unión de Rugby de Tucumán                            |
| Zona Ascenso 10 equipos              | Mar del Plata       | Unión de Rugby de Mar del Plata                      |
| Zona Ascenso 10 equipos              | San Juan            | Unión Sanjuanina de Rugby                            |
| Zona Ascenso 10 equipos              | Alto Valle          | Unión de Rugby del Alto Valle de Río Negro y Neuquén |
| Zona Ascenso 10 equipos              | Andina              | Unión Andina de Rugby                                |
| Zona Ascenso 10 equipos              | Chubut              | Unión de Rugby del Valle del Chubut                  |
| Zona Ascenso 10 equipos              | Entre Ríos          | Unión Entrerriana de Rugby                           |
| Zona Ascenso 10 equipos              | Nordeste            | Unión de Rugby del Nordeste                          |
| Zona Ascenso 10 equipos              | Santa Fe            | Unión Santafesina de Rugby                           |
| Zona Ascenso 10 equipos              | Santiago del Estero | Unión Santiagueña de Rugby                           |
| Zona Ascenso 10 equipos              | Sur                 | Unión de Rugby del Sur                               |
| Súper 9 (Zona Desarrollo) 10 equipos | Austral             | Unión de Rugby Austral                               |
| Súper 9 (Zona Desarrollo) 10 equipos | Formosa             | Unión de Rugby de Formosa                            |
| Súper 9 (Zona Desarrollo) 10 equipos | Jujuy               | Unión Jujeña de Rugby                                |
| Súper 9 (Zona Desarrollo) 10 equipos | Lagos del Sur       | Unión de Rugby de los Lagos del Sur                  |
| Súper 9 (Zona Desarrollo) 10 equipos | Misiones            | Unión de Rugby de Misiones                           |
| Súper 9 (Zona Desarrollo) 10 equipos | Oeste               | Unión de Rugby del Oeste de Buenos Aires             |
| Súper 9 (Zona Desarrollo) 10 equipos | San Luis            | Unión de Rugby San Luis                              |
| Súper 9 (Zona Desarrollo) 10 equipos | Santa Cruz          | Unión Santacruceña de Rugby                          |
| Súper 9 (Zona Desarrollo) 10 equipos | Tierra del Fuego    | Unión de Rugby de Tierra del Fuego                   |
| Súper 9 (Zona Desarrollo) 10 equipos | URBA Desarrollo     | Unión de Rugby de Buenos Aires                       |

La Zona Desarrollo iba a contar originalmente con doce equipos, producto de la inclusión de las selecciones de Brasil y Paraguay. Participó también un segundo seleccionado de Buenos Aires, URBA Desarrollo, en calidad de invitado.

## Zona Campeonato
| Pos. | Equipo       | Encuentros | Encuentros | Encuentros | Encuentros | Tantos | Tantos | Tantos | Puntos |
| Pos. | Equipo       | PJ         | PG         | PE         | PP         | F      | C      | Dif    | Puntos |
| ---- | ------------ | ---------- | ---------- | ---------- | ---------- | ------ | ------ | ------ | ------ |
| 1.°  | Rosario      | 5          | 4          | 0          | 1          | 162    | 91     | + 71   | 8      |
| 2.°  | Córdoba      | 5          | 4          | 0          | 1          | 119    | 109    | + 10   | 8      |
| 3.°  | Buenos Aires | 5          | 3          | 0          | 2          | 118    | 79     | + 39   | 6      |
| 4.°  | Tucumán      | 5          | 2          | 0          | 3          | 117    | 122    | + 5    | 4      |
| 5.°  | Salta        | 5          | 2          | 0          | 3          | 94     | 104    | - 10   | 4      |
| 6.°  | Cuyo         | 5          | 0          | 0          | 5          | 102    | 201    | - 99   | 0      |

|  | Clasifica a la final. |

Fechas arrastre del Cross Border
| 10 de marzo, 19:10             | Córdoba | 31 - 18 | Tucumán | Jockey Club, Córdoba                    |                                         |
|                                |         | Reporte |         | Árbitro(s): Martín Rodríguez (Santa Fe) | Árbitro(s): Martín Rodríguez (Santa Fe) |
| Transmitido en vivo por ESPN + |         |         |         |                                         |                                         |

| 10 de marzo, 19:30 | Buenos Aires | 32 - 3  | Cuyo | CASI, San Isidro                     |                                      |
|                    |              | Reporte |      | Árbitro(s): Javier Mancuso (Córdoba) | Árbitro(s): Javier Mancuso (Córdoba) |

| 17 de marzo, 17:00 | Salta | 14 - 19 | Córdoba | Jockey Club, Salta                   |                                      |
|                    |       | Reporte |         | Árbitro(s): Carlos Romero (Nordeste) | Árbitro(s): Carlos Romero (Nordeste) |

| 17 de marzo, 19:10             | Rosario | 30 - 23 | Buenos Aires | Jockey Club, Rosario                 |                                      |
|                                |         | Reporte |              | Árbitro(s): Joaquín Montes (Uruguay) | Árbitro(s): Joaquín Montes (Uruguay) |
| Transmitido en vivo por ESPN + |         |         |              |                                      |                                      |

| 24 de marzo, 16:00 | Tucumán | 22 - 17 | Salta | La Caldera del Parque, Tucumán Lawn Tennis, Tucumán |                                      |
|                    |         | Reporte |       | Árbitro(s): Javier Mancuso (Córdoba)                | Árbitro(s): Javier Mancuso (Córdoba) |

| 24 de marzo, 16:00 | Cuyo | 20 - 57 | Rosario | Marista Rugby Club, Luján de Cuyo        |                                          |
|                    |      | Reporte |         | Árbitro(s): Ariel Guillén (Buenos Aires) | Árbitro(s): Ariel Guillén (Buenos Aires) |

Primera fecha
| 7 de abril, 16:00 | Córdoba | 24 - 21 | Buenos Aires | Tala Rugby Club, Córdoba           |                                    |
|                   |         | Reporte |              | Árbitro(s): Claudio Antonio (Cuyo) | Árbitro(s): Claudio Antonio (Cuyo) |

| 7 de abril, 16:00 | Rosario | 34 - 29 | Tucumán | Jockey Club, Rosario                          |                                               |
|                   |         | Reporte |         | Árbitro(s): Gustavo Tomanovich (Buenos Aires) | Árbitro(s): Gustavo Tomanovich (Buenos Aires) |

| 7 de abril, 16:00 | Cuyo | 23 - 28 | Salta | Mendoza Rugby Club, Bermejo          |                                      |
|                   |      | Reporte |       | Árbitro(s): Juan Sylvestre (Rosario) | Árbitro(s): Juan Sylvestre (Rosario) |

Segunda fecha
| 14 de abril, 16:00 | Salta | 19 - 16 | Rosario | Jockey Club, Salta                             |                                                |
|                    |       | Reporte |         | Árbitro(s): Ignacio Iparaguirre (Buenos Aires) | Árbitro(s): Ignacio Iparaguirre (Buenos Aires) |

| 14 de abril, 16:00 | Cuyo | 34 - 42 | Córdoba | Los Tordos Rugby Club, Guaymallén       |                                         |
|                    |      | Reporte |         | Árbitro(s): Martín Rodríguez (Santa Fe) | Árbitro(s): Martín Rodríguez (Santa Fe) |

| 14 de abril, 16:00 | Buenos Aires | 18 - 6  | Tucumán | CASI, San Isidro                     |                                      |
|                    |              | Reporte |         | Árbitro(s): Javier Mancuso (Córdoba) | Árbitro(s): Javier Mancuso (Córdoba) |

Tercera fecha
| 21 de abril, 16:00 | Rosario | 22 - 3  | Córdoba | Jockey Club, Rosario                       |                                            |
|                    |         | Reporte |         | Árbitro(s): Federico Cuesta (Buenos Aires) | Árbitro(s): Federico Cuesta (Buenos Aires) |

| 21 de abril, 16:00 | Tucumán | 42 - 22 | Cuyo | Los Tarcos Rugby Club, Tucumán       |                                      |
|                    |         | Reporte |      | Árbitro(s): Juan Sylvestre (Rosario) | Árbitro(s): Juan Sylvestre (Rosario) |

| 21 de abril, 16:00 | Buenos Aires | 24 - 16 | Salta | Club Pueyrredón, Benavídez      |                                 |
|                    |              | Reporte |       | Árbitro(s): Andrés Ramos (Cuyo) | Árbitro(s): Andrés Ramos (Cuyo) |

### Final
| 29 de abril, 16:00 | Rosario | 15 - 29 | Córdoba | Jockey Club, Rosario                                                     |                                                                          |
|                    |         | Reporte |         | Asistencia: 5000 espectadores Árbitro(s): Federico Cuesta (Buenos Aires) | Asistencia: 5000 espectadores Árbitro(s): Federico Cuesta (Buenos Aires) |

| Bandera de la Provincia de Córdoba |
| Córdoba Campeón                    |
| Séptimo título                     |

## Zona Ascenso

### Zona 3
| Pos. | Equipo              | Encuentros | Encuentros | Encuentros | Encuentros | Tantos | Tantos | Tantos | Puntos |
| Pos. | Equipo              | PJ         | PG         | PE         | PP         | F      | C      | Dif    | Puntos |
| ---- | ------------------- | ---------- | ---------- | ---------- | ---------- | ------ | ------ | ------ | ------ |
| 1.°  | Santa Fe            | 3          | 2          | 1          | 0          | 62     | 49     | + 13   | 5      |
| 2.°  | Entre Ríos          | 3          | 2          | 0          | 1          | 55     | 26     | + 29   | 4      |
| 3.°  | Santiago del Estero | 3          | 1          | 1          | 1          | 66     | 71     | - 5    | 3      |
| 4.°  | Nordeste            | 3          | 0          | 0          | 3          | 38     | 75     | - 37   | 0      |

|  | Clasificado a las semifinales.      |
|  | Disputa partido por la permanencia. |

| 3 de marzo | Santa Fe | 11 - 10 | Entre Ríos | CRAI, Santa Fe                     |                                    |
|            |          | Reporte |            | Árbitro(s): Mauro Rivera (Rosario) | Árbitro(s): Mauro Rivera (Rosario) |

| 3 de marzo | Santiago del Estero | 33 - 17 | Nordeste | Santiago Lawn Tennis, Santiago del Estero |                                          |
|            |                     | Reporte |          | Árbitro(s): Matías Fresia (Buenos Aires)  | Árbitro(s): Matías Fresia (Buenos Aires) |

| 10 de marzo | Nordeste | 12 - 24 | Santa Fe | CURNE, Resistencia                        |                                           |
|             |          | Reporte |          | Árbitro(s): Ignacio Rellán (Buenos Aires) | Árbitro(s): Ignacio Rellán (Buenos Aires) |

| 10 de marzo | Santiago del Estero | 6 - 27  | Entre Ríos | Old Lions RC, Santiago del Estero      |                                        |
|             |                     | Reporte |            | Árbitro(s): Emilio Traverso (Santa Fe) | Árbitro(s): Emilio Traverso (Santa Fe) |

| 17 de marzo | Santa Fe | 27 - 27 | Santiago del Estero | Universitario SF, Santa Fe               |                                          |
|             |          | Reporte |                     | Árbitro(s): Fernando Martorell (Tucumán) | Árbitro(s): Fernando Martorell (Tucumán) |

| 17 de marzo | Entre Ríos | 18 - 9  | Nordeste | CA Estudiantes, Paraná                  |                                         |
|             |            | Reporte |          | Árbitro(s): Martín Rodríguez (Santa Fe) | Árbitro(s): Martín Rodríguez (Santa Fe) |

### Zona 4
| Pos. | Equipo     | Encuentros | Encuentros | Encuentros | Encuentros | Tantos | Tantos | Tantos | Puntos |
| Pos. | Equipo     | PJ         | PG         | PE         | PP         | F      | C      | Dif    | Puntos |
| ---- | ---------- | ---------- | ---------- | ---------- | ---------- | ------ | ------ | ------ | ------ |
| 1.°  | Alto Valle | 3          | 3          | 0          | 0          | 82     | 46     | + 36   | 6      |
| 2.°  | Sur        | 3          | 2          | 0          | 1          | 65     | 52     | + 13   | 4      |
| 3.°  | Chubut     | 3          | 1          | 0          | 2          | 32     | 43     | - 11   | 2      |
| 4.°  | Andina     | 3          | 0          | 0          | 3          | 43     | 81     | - 38   | 0      |

|  | Clasificado a las semifinales.      |
|  | Disputa partido por la permanencia. |

| 3 de marzo | Alto Valle | 34 - 22 | Sur | Roca Rugby Club, General Roca        |                                      |
|            |            | Reporte |     | Árbitro(s): Felipe Balbontín (Chile) | Árbitro(s): Felipe Balbontín (Chile) |

| 3 de marzo | Chubut | 21 - 12 | Andina | Patoruzú Rugby Club, Trelew                   |                                               |
|            |        | Reporte |        | Árbitro(s): Gustavo Tomanovich (Buenos Aires) | Árbitro(s): Gustavo Tomanovich (Buenos Aires) |

| 10 de marzo | Andina | 24 - 30 | Alto Valle | Club Social Rugby, La Rioja                |                                            |
|             |        | Reporte |            | Árbitro(s): Hernán Filomena (Buenos Aires) | Árbitro(s): Hernán Filomena (Buenos Aires) |

| 10 de marzo | Chubut | 11 - 13 | Sur | Trelew Rugby Club, Trelew             |                                       |
|             |        | Reporte |     | Árbitro(s): Víctor Riera (Alto Valle) | Árbitro(s): Víctor Riera (Alto Valle) |

| 17 de marzo | Alto Valle | 18 - 0  | Chubut | Marabunta Rugby Club, Cipolletti      |                                       |
|             |            | Reporte |        | Árbitro(s): Henrique Platais (Brasil) | Árbitro(s): Henrique Platais (Brasil) |

| 17 de marzo | Sur | 30 - 7  | Andina | Club El Nacional, Bahía Blanca                |                                               |
|             |     | Reporte |        | Árbitro(s): Sebastián Figueroa (Buenos Aires) | Árbitro(s): Sebastián Figueroa (Buenos Aires) |

### Partido por la permanencia
La Unión de Rugby del Nordeste ganó el encuentro definitorio por la permanencia ante la Unión Andina de Rugby, lo que le permitió mantener su plaza en la Zona Ascenso de la siguiente temporada.
| 24 de marzo | Andina | 12 - 23 | Nordeste | CEBNA, Valle Viejo                       |                                          |
|             |        | Reporte |          | Árbitro(s): Fernando Martorell (Tucumán) | Árbitro(s): Fernando Martorell (Tucumán) |

### Semifinales
Las cuatro mejores uniones, dos por zona, avanzan a las semifinales, donde hacen de local las mejores ubicadas, y donde las ganadoras avanzan a la Definición del Campeonato de Ascenso.
| 24 de marzo | Santa Fe | 51 - 0  | Sur | Santa Fe Rugby Club, Santa Fe              |                                            |
|             |          | Reporte |     | Árbitro(s): Hernán Filomena (Buenos Aires) | Árbitro(s): Hernán Filomena (Buenos Aires) |

| 24 de marzo | Alto Valle | 25 - 11 | Entre Ríos | Neuquén Rugby Club, Neuquén        |                                    |
|             |            | Reporte |            | Árbitro(s): Claudio Antonio (Cuyo) | Árbitro(s): Claudio Antonio (Cuyo) |

### Definición del Campeonato de Ascenso
La Unión de Rugby de Mar del Plata y la Unión de Rugby del Alto Valle de Río Negro y Neuquén se adjudicaron los dos primeros puestos del cuadrangular final y lograron la clasificación al Clasificatorio Cross Border de 2013 por un lugar en la Zona Campeonato de la siguiente temporada. Debido al posterior cambio de formato en el torneo, el Cross Border no se disputó y ambos equipos terminaron clasificando a la Zona Campeonato de forma directa.
| Pos. | Equipo        | Encuentros | Encuentros | Encuentros | Encuentros | Tantos | Tantos | Tantos | Puntos |
| Pos. | Equipo        | PJ         | PG         | PE         | PP         | F      | C      | Dif    | Puntos |
| ---- | ------------- | ---------- | ---------- | ---------- | ---------- | ------ | ------ | ------ | ------ |
| 1.°  | Mar del Plata | 3          | 2          | 0          | 1          | 38     | 46     | - 8    | 4      |
| 2.°  | Alto Valle    | 3          | 2          | 0          | 1          | 49     | 37     | + 12   | 4      |
| 3.°  | Santa Fe      | 3          | 1          | 0          | 2          | 41     | 40     | + 1    | 2      |
| 4.°  | San Juan      | 3          | 1          | 0          | 2          | 40     | 45     | - 5    | 2      |

|  | Clasifica a Clasificatorio Cross Border 2013      |
|  | Disputará la siguiente temporada en Zona Ascenso. |

| 7 de abril | San Juan | 12 - 18 | Santa Fe | UNSJ, San Juan                  |                                 |
|            |          | Reporte |          | Árbitro(s): Andrés Ramos (Cuyo) | Árbitro(s): Andrés Ramos (Cuyo) |

| 7 de abril | Mar del Plata | 20 - 12 | Alto Valle | Mar del Plata Club, Mar del Plata        |                                          |
|            |               | Reporte |            | Árbitro(s): Matías Fresia (Buenos Aires) | Árbitro(s): Matías Fresia (Buenos Aires) |

| 14 de abril | Alto Valle | 24 - 6  | San Juan | Marabunta Rugby Club, Cipolletti |                                 |
|             |            | Reporte |          | Árbitro(s): Andrés Ramos (Cuyo)  | Árbitro(s): Andrés Ramos (Cuyo) |

| 14 de abril | Mar del Plata | 15 - 12 | Santa Fe | IPR Sporting Club, Mar del Plata     |                                      |
|             |               | Reporte |          | Árbitro(s): Joaquín Montes (Uruguay) | Árbitro(s): Joaquín Montes (Uruguay) |

| 28 de abril | Santa Fe | 11 - 13 | Alto Valle | Santa Fe Rugby Club, Santa Fe        |                                      |
|             |          | Reporte |            | Árbitro(s): Javier Mancuso (Córdoba) | Árbitro(s): Javier Mancuso (Córdoba) |

| 28 de abril | San Juan | 22 - 3  | Mar del Plata | UNSJ, San Juan                  |                                 |
|             |          | Reporte |               | Árbitro(s): Andrés Ramos (Cuyo) | Árbitro(s): Andrés Ramos (Cuyo) |

## Zona Desarrollo (Súper 9)
La Zona Desarrollo "Súper 9" se disputó entre el 28 y el 31 de marzo en las instalaciones del Club Los Miuras de la Unión de Rugby del Oeste de Buenos Aires. El torneo fue ganado por la unión anfitriona al vencer 12-6 en la final a la Unión de Rugby de Misiones y logró el ascenso a la Zona Ascenso 2013.

### Primera fase
URBA Desarrollo no clasificó a la final por ser un equipo invitado. 
| Pos. | Equipos    | Partidos | Partidos | Partidos | Tantos | Tantos | Tantos | Pts. |
| Pos. | Equipos    | G        | E        | P        | PF     | PC     | DP     | Pts. |
| ---- | ---------- | -------- | -------- | -------- | ------ | ------ | ------ | ---- |
| 1.°  | Misiones   | 4        | 0        | 0        | 57     | 27     | +30    | 8    |
| 2.°  | Austral    | 3        | 0        | 1        | 67     | 14     | +53    | 6    |
| 3.°  | Formosa    | 2        | 0        | 2        | 65     | 29     | +36    | 4    |
| 4.°  | Jujuy      | 1        | 0        | 3        | 31     | 55     | -24    | 2    |
| 5.°  | Santa Cruz | 0        | 0        | 4        | 14     | 109    | -95    | 0    |

| Pos. | Equipos          | Partidos | Partidos | Partidos | Tantos | Tantos | Tantos | Pts. |
| Pos. | Equipos          | G        | E        | P        | PF     | PC     | DP     | Pts. |
| ---- | ---------------- | -------- | -------- | -------- | ------ | ------ | ------ | ---- |
| 1.°  | URBA Desarrollo  | 4        | 0        | 0        | 67     | 0      | +67    | 8    |
| 2.°  | Oeste            | 3        | 0        | 1        | 37     | 27     | +10    | 6    |
| 3.°  | Lagos del Sur    | 2        | 0        | 2        | 35     | 32     | +3     | 4    |
| 4.°  | San Luis         | 1        | 0        | 3        | 20     | 33     | -13    | 2    |
| 5.°  | Tierra del Fuego | 0        | 0        | 4        | 0      | 67     | -67    | 0    |

|  | Clasifica a la final |

### Final
| 31 de marzo | Oeste | 12 - 6  | Misiones | Club Los Miuras, Junín |  |
|             |       | Reporte |          |                        |  |

| Bandera de la Provincia de Buenos Aires |
| Oeste Campeón Súper 9                   |
| Primer título                           |